# نتیجه‌گیری سریع
نتیجه‌گیری سریع (انگلیسی: Jumping to conclusions) یا قضاوت عجولانه یا سوگیری پریدن به نتیجه نوعی سوگیری شناختی (انحراف ذهن از قضاوت درست) است و زمانی روی‌ می‌دهد که یک شخص تصمیمی ‌می‌گیرد یا قضاوتی می‌کند درحالیکه اطلاعات کافی ندارد.

## نمونه‌ها
وقتی اطلاعات اندک باشد که در بسیاری از مواقع اینطور است. مغز ما مانند ماشینی برای پریدن به نتیجه عمل می‌کند. به عبارت زیر توجه کنید.
«مایک»  باهوش است با  اراده‌ای محکم و استوار، ... آیا او  می‌تواند یک رهبر خوب باشد؟
پاسخی که به سرعت به ذهن می‌رسد این است: بلی. علت این است که ذهن ما بر اساس اطلاعات در دسترس که بسیار محدود است بهترین تصمیم ممکن را می‌گیرد. اما اگر در ادامه بگوییم ، او همچنین بی‌رحم و فاسد است چه؟  وقتی ما به این پرسش پاسخ مثبت دادیم به چه چیزهایی توجه نکردیم؟ ما از خودمان نپرسیدیم که به چه مقدار اطلاعات نیاز داریم تا بتوانیم  تشخیص دهیم یک شخص رهبر خوبی است. ذهن ما با توجه به دو صفت باهوش با ارداه‌ای محکم بلافاصله اقدام به پریدن روی بهترین نتیجه‌ی ممکن می‌کند.
دانیل کانمن روانشناس، اقتصاددان و برنده جایزه نوبل، علت را خطایی ذهنی  میداند که از آن به عنوان « آنچه می‌بینی همه آن چیزی است که هست.» یاد می‌کند. یعنی ذهن ما در برابر اطلاعات محدود تصور می‌کند هر آنچه در دسترس است همه آن چیزی است که هست. درحالیکه انبوهی از اطلاعات در برابر ما قرار ندارند که درصورت در دسترس بودن تصمیمات ما را تغییر خواهند داد. به نظر می‌رسد مغز ما طوری تکامل یافته که بر اساس اطلاعات اندک روی نتیجه بپرد و طوری تکامل نیافته که به اندازه‌ی این پرش نیز توجه کند. برای بسیاری از باورهایمان تقریبا هیچ شواهدی نداریم به غیر از اینکه عده‌ای دیگر هم این باورها را دارند. اگر آنچه به آن باور و اعتقاد داریم را در برابر شواهدی که برای آن اعتقاد داریم قرار دهیم خواهیم دید که اعتقادات ما ممکن است کاملا غیرمنطقی و حتی مضحک باشند.

### قضاوت حسی
قضاوت‌های حسی و سریع (به انگلیسی: Intuitive Judgment )  نمونه‌ای دیگر از سوگیری پریدن به نتیجه هستند. این قضاوت‌ها بر اساس درک و احساس ما در لحظه انجام می‌شوند. دریافت یک حس خوب یا بد بر مبنای شواهدی بسیار ضعیف در هنگام ارزیابی یک موضوع  و تصمیم‌گیری بر اساس آن حس، بدون در نظر گرفتن قدرت، میزان ارتباط و اعتبار شواهد.  در هنگام ارزیابی یک موضوع و تصمیم‌گیری، ذهن ما قادر به کنار گذاشتن شواهد کاملا بی‌ارتباط است اما ناتوان در ارزیابی شواهد ضعیف و تا حدی مرتبط، وقتی ذهن ارتباط ضعیفی پیدا می‌کند بر اساس خطای «آنچه می‌بینی همه آن چیزی است که هست» بهترین داستان ممکن را می‌سازد و بلافاصله بر اساس آن تصمیم می‌گیرد 